# Phyllopodopsyllus longicaudatus
Phyllopodopsyllus longicaudatus är en kräftdjursart som beskrevs av A. Scott 1909. Phyllopodopsyllus longicaudatus ingår i släktet Phyllopodopsyllus och familjen Tetragonicipitidae. Inga underarter finns listade i Catalogue of Life.